# H.L.A. Hart
H.L.A. Hart, Herbert Lionel Adolphus Hart, född 18 juli 1907 i Harrogate, England, död 19 december 1992 i Oxford, England, var en brittisk rättsfilosof som hade ett stort inflytande på rättsfilosofin under andra hälften av 1900-talet. Han var professor vid Oxfords universitet och lärare till bland andra John Rawls och Joseph Raz, båda i sin tur betydande moralfilosofer.